# Иван Стојменовић
Иван Стојменовић (Каравуково, 1957 — Отава, 3. новембар 2014) био је српски математичар и информатичар, професор Универзитета у Отави.
Објавијо је око 350 радова у часописима, књигама и конференцијама.
Био је један од најцитиранијих аутора и главни уредник неколико светски признатих часописа у области математике и информационих техника.
Погинуо је 3. новембара 2014 у 57. години живота у саобраћајној несрећи.

## Биографија

### Детињство и младост
Иван Стојменовић је рођен 1957. године, у селу Каравуково у општини Оџаци у Србији. Основну школу је похађао у родном месту. Средњу школу уписао је 1972. године у Оџацима, Гимназију Јован Јовановић Змај. У гимназији је био најбољи ђака свих генерација. У завршној години гимназије 1976. године освојио је бронзану медаљу на Међународној математичкој олимпијади средњошколаца у Линцу.

### Студије
Након завршетка средње школе одлази из Оџака и уписује студије математике на Природно-математичком факултету у Нови Саду. Дипломирао је 1979. године и на студијама је био проглашен за најбољег студента Новосадског универзитета. У периоду од 1980. до 1987. је био асистент на факултету. Магистрирао је 1983. на тему: Симетричне функције двозначне и трозначне логике. Са 25. године, 1985. године на Свеучилишту у Загребу одбранио је докторску дисертацију из области математике, на тему: Класификацијски проблеми претпутних скупова функција дво и трозначне логике.

### Академска каријера
Своју академску каријеру запошео је на Новосадском универзитету где је 1987. године изабран за доцента. Иако је највећи део каријере провео на Универзитету у Отави радио је и боравио на многим универзитетима у свету. Неки од најзначајнијих су: Електротехничка Лабораторија у Јапану, тамо се задржао само годину дана у периоду од 1985. до 1986, Универзитет у Вашингтону и Универзитет у Мајамију као добитник Фулбрајтове стипендије од 1987. до 1988, у Француској је професор био у два наврата прво у Амјену 1998, а потом и у Лилу од 2002. до 2005, између два боравка у Француској предавао је у Мексику на Националном Универзитету. Последња радна места су му била Универзитет у Бирмингему где је био шеф катедре за примењену информатику и Универзитету у Отави где је предавао као редовни професор.

### Породица
Био је ожењен и са својом женом Наташом је имао двоје деце, сина Милоша и ћерку Милу.

### Саобраћајна несрећа
Стојменовић је погинуо на ауто-путу када је изгубио контролу над аутомобилом и ударио је у бетонски стуб надвожњака. Након ударца у стуб аутомобил се окренуо на кров, а потом и запалио.

## Научни рад
Објавио је преко 30 глава у различитим књигама. Са преко 90 доктора наука из 24 земље је објавио заједничке радове. Ко-ментор је био за 48 докторских и магистарских теза, и објавио је преко 120 радова са студентима које је водио. Имао је широка интересовања и бавио се областима бежичних мрежа, посебно сензорских мрежа, али његова научна интересовања и радови су такође и из области паралелног рачунарства, вишезначне логике, неуралних мрежа, комбинаторних алгоритама, вештачке интелигенције, компјутерске геометрије, теорије графова, програмских језика, компјутерске хемије и дигиталне геометрије.

### Објављена дела
Иван Стојменовић је објавио четири књиге на енглеском језику:
- Handbook of Wireless Networks and Mobile Computing (2002)
- Mobile Ad Hoc Networking (2004)
- Handbook of Sensor Networks: Algorithms and Architectures (2005)
- Handbook of Applied Algorithms: Solving Scientific, Engineering and Practical Problems (2008)